# Japan Soccer League Cup 1978
Der Japan Soccer League Cup 1978 war die dritte Ausgabe des Japan Soccer League Cup. Sieger des Wettbewerbs waren die Mitsubishi Heavy Industries.

## Ergebnisse

### Osten-A
| Pl. | Verein            | Sp. | S | N | Tore  | Diff. | Punkte |
| --- | ----------------- | --- | - | - | ----- | ----- | ------ |
| 1   | Fujita Industries | 4   | 3 | 1 | 9:7   | +2    | 12     |
| 2   | Yomiuri           | 4   | 3 | 1 | 10:6  | +4    | 10     |
| 3   | Hitachi           | 4   | 2 | 2 | 9:6   | +3    | 8      |
| 4   | Fujitsu           | 4   | 2 | 2 | 10:10 | ±0    | 8      |
| 5   | Kofu SC           | 4   | 0 | 4 | 4:13  | −9    | 1      |

### Osten-B
| Pl. | Verein                      | Sp. | S | N | Tore | Diff. | Punkte |
| --- | --------------------------- | --- | - | - | ---- | ----- | ------ |
| 1   | Mitsubishi Heavy Industries | 4   | 4 | 0 | 15:5 | +10   | 16     |
| 2   | Furukawa Electric           | 4   | 2 | 2 | 10:5 | +5    | 9      |
| 3   | Sumitomo Metals             | 4   | 2 | 2 | 6:5  | +1    | 7      |
| 4   | Nissan Motors               | 4   | 2 | 2 | 4:10 | −6    | 4      |
| 5   | Toshiba                     | 4   | 0 | 4 | 4:13 | −9    | 1      |

### Westen-A
| Pl. | Verein                | Sp. | S | N | Tore | Diff. | Punkte |
| --- | --------------------- | --- | - | - | ---- | ----- | ------ |
| 1   | Nippon Steel          | 4   | 4 | 0 | 10:2 | +8    | 16     |
| 2   | Yanmar Diesel         | 4   | 3 | 1 | 14:4 | +10   | 12     |
| 3   | Tanabe Pharmaceutical | 4   | 2 | 2 | 3:5  | −2    | 8      |
| 4   | Teijin                | 4   | 1 | 3 | 8:9  | −1    | 4      |
| 5   | Kyoto Shiko Club      | 4   | 0 | 4 | 0:14 | −14   | 0      |

### Westen-B
| Pl. | Verein          | Sp. | S | N | Tore | Diff. | Punkte |
| --- | --------------- | --- | - | - | ---- | ----- | ------ |
| 1   | Nippon Kokan    | 4   | 4 | 0 | 13:3 | +10   | 14     |
| 2   | Honda Motors    | 4   | 2 | 2 | 12:6 | +6    | 10     |
| 3   | Toyo Industries | 4   | 3 | 1 | 7:6  | +1    | 10     |
| 4   | Yanmar Club     | 4   | 1 | 3 | 4:8  | −4    | 4      |
| 5   | Toyota Motors   | 4   | 0 | 4 | 3:16 | −13   | 0      |

### Viertelfinale
|                   | Ergebnis |                             |
| ----------------- | -------- | --------------------------- |
| Fujita Industries | 2:1      | Honda Motors                |
| Furukawa Electric | 0:1      | Nippon Steel                |
| Nippon Kokan      | 1:2      | Yomiuri                     |
| Yanmar Diesel     | 0:2      | Mitsubishi Heavy Industries |

### Halbfinale
|                   | Ergebnis |                             |
| ----------------- | -------- | --------------------------- |
| Fujita Industries | 3:2      | Nippon Steel                |
| Yomiuri           | 0:2      | Mitsubishi Heavy Industries |

### Finale
|                   | Ergebnis |                             |
| ----------------- | -------- | --------------------------- |
| Fujita Industries | 1:2      | Mitsubishi Heavy Industries |